# Géographie de la Tanzanie
La Tanzanie est un pays d'Afrique de l'Est, en bordure de l'océan Indien d'une superficie de 945 087 km2.
Les pays limitrophes sont au nord le Kenya et l'Ouganda, à l'ouest le Rwanda, le Burundi et la République démocratique du Congo, et au sud la Zambie, le Malawi et le Mozambique.

## Géographie physique

### Situation

Carte de la Tanzanie

La Tanzanie est un pays de l'hémisphère sud situé en Afrique de l'Est, en bordure de l'océan Indien. Il a des frontières avec le Kenya et l'Ouganda au nord, le Rwanda et le Burundi au nord-ouest, la République démocratique du Congo, la Zambie et le Malawi au sud-ouest et le Mozambique au sud. Ses frontières naturelles sont quant à elles formées par l'océan Indien à l'est, le Kilimandjaro et le lac Victoria au nord, la rivière Kagera au nord-ouest, le lac Tanganyika à l'ouest, le Malawi au sud-ouest et le fleuve Ruvuma au sud.

### Topographie
Vue de la côte, la Tanzanie forme un plateau d'environ 1 000 m d'altitude qui s'étend jusqu'aux lacs Malawi (ancien lac Nyassa) et Tanganyika. La partie est de la vallée du Grand Rift, qui comprend les lacs Natron, Eyasi et Manyara, sépare la chaîne de montagnes du nord, dominée par le Kilimandjaro, près de la frontière avec le Kenya. Les monts Livingstone, au sud, dominent le Lac Malawi. Les conditions climatiques semi-arides au nord et la présence de la mouche tsé-tsé (vecteur de la maladie du sommeil) dans les régions centre et ouest ont conduit la population à se regrouper sur le pourtour du pays.
Dans la région d'Arusha qui est une région du Nord de la Tanzanie, on peut voir les restes du cratère du Ngorongoro.
Au cœur d'une vaste zone protégée, l'effondrement du Ngorongoro, il y a deux millions et demi d'années, laissait à sa place une énorme caldeira dont le diamètre atteint 20 km et la superficie près de 300 km2. Situé à 2,500 m d'altitude, le cratère du Ngorongoro est bordé d'une paroi rocheuse dont les à-pic atteignent 600 mètres. À peu près au centre du cratère, le lac Makat est tributaire des précipitations. Il a vu son niveau baisser considérablement ces dernières années. Le cratère du Ngorongoro est devenu célèbre car il désigne une sorte de paradis terrestre, une arche de Noé équatoriale où les conditions climatiques exceptionnelles, nées de l'altitude, permettent aux animaux de vivre toute l'année. Nourri par les violents orages venus du sud-est, le lac Makat devient la providence des animaux : les pluies déversent dans la cuvette à fond plat des masses d'eau qui, parfois, l'inondent. On voit alors des hippopotames s'y prélasser tandis que les buffles se vautrent dans la boue. C'est la nuit que les flamants roses viennent s'installer sur le lac pour échapper aux aigles, leurs prédateurs. L'Olmoti, haut de 3,380 m, domine les pentes verdoyantes du cratère. Il est aujourd'hui éteint sous sa couronne de neige. Il faisait partie de la cohorte des volcans (Oldeani, Sadiman, Lemagrut, Empakaal, etc.) qui il y a 20 millions d'années, se formèrent en même temps que le Ngorongoro, tandis que s'ouvrait la grande fracture du Rift africain. Soumise aux violentes précipitations venues du sud-est, la forêt vierge du Ngorongoro se couvre fréquemment de brume, même au cœur de la saison sèche, et, dans cette zone équatoriale, il arrive que l'on voit trembler des lichens moussus entre les branches des immenses troncs d'arbres. La forêt qui tapisse la paroi intérieure de la caldeira descend en se clairsemant jusqu'aux Savanes où paissent les herbivores. Les arbres emmagasinent l'humidité pendant la saison des pluies et la restituent à la saison sèche, ce qui explique que les animaux (les éléphants notamment) trouvent toute l'année leur nourriture. À la saison sèche, il suffit d'un orage pour embraser la steppe. Du Ngorongoro s'élèvent alors des nuages de fumée qui donnent l'illusion d'assister à une sorte de "remake" des éruptions volcaniques qui ont créé ce paysage à l'aube des temps. Le feu dévore tout sur son passage et s'élance sur les pentes de la caldeira, mais le bord du cratère est parcouru de vents contraires qui ont rapidement raison des flammes. Le sol carbonisé se couvrira pourtant de végétation dès la saison humide suivante.

### Climat
Tropical le long de la côte, le climat est plus tempéré sur les hauts plateaux du centre. Les températures moyennes annuelles oscillent entre 10° et 30°. La Tanzanie connaît deux saisons pluvieuses, une grande saison des pluies de début mars à début mai, puis une petite, de début novembre à mi-décembre, où les précipitations sont moins abondantes. La grande saison sèche s'étend quant à elle de mai à octobre, la petite saison sèche allant de janvier à mars.
Les précipitations sont abondantes (750 à 2 000 mm par an) le long de la côte, dans le sud-est ainsi que dans les forêts tropicales bordant le lac Victoria et le lac Tanganyika. Elles sont beaucoup plus faibles au centre, avec 100 à 500 mm de pluie par an.

## Géographie humaine

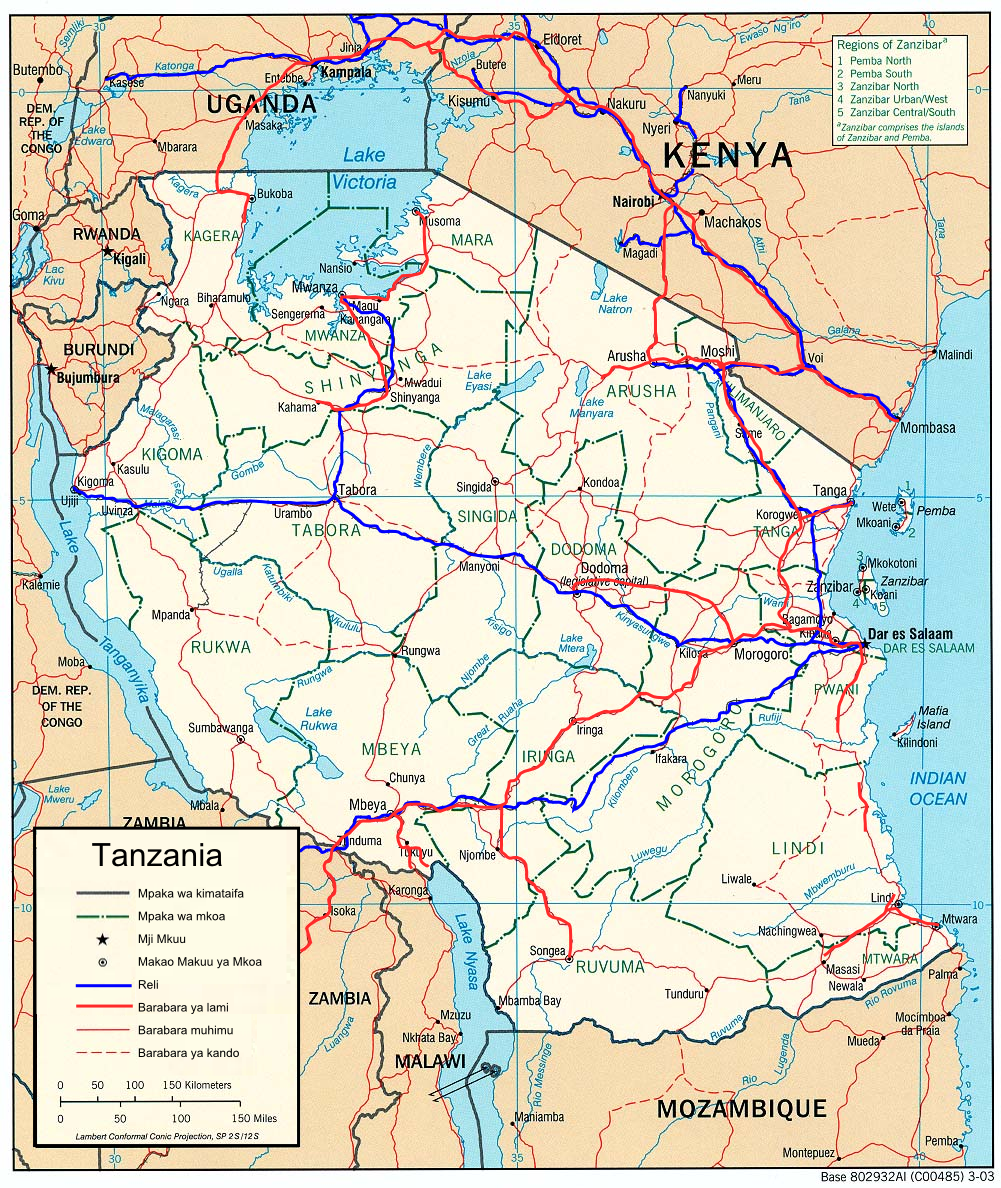
Voies de communication terrestres en Tanzanie; chemin de fer en bleu, routes goudronnées en rouge épais, autres routes en rouge fin.

### Subdivisions
La Tanzanie est divisée en 26 régions elles-mêmes divisées en 127 districts. Cinq de ces régions situées sur les îles de Zanzibar et Pemba forment le Gouvernement révolutionnaire de Zanzibar, une entité administrative autonome.